# Wat Tyler
Wat Tyler (1341. január 4. – London, 1381. június 15.) az 1381-es, utóbb róla elnevezett angliai parasztlázadás vezére.

## Élete

### Ifjúkora
Életének első szakaszáról alig lehet tudni valamit, és a kevés is az ellenfeleinek a feljegyzéseiből származik. A történészek szerint Essexben született, de arra nincs magyarázat, hogyan került Kentbe, ahol a felkelést vezette. Az 1851-ben megjelent Life and Adventures of Wat Tyler, the Brave and Good (A derék és jó Wat Tyler kalandjai) című kötetben a történészek rekonstruálták fiatalkorát, de az egész csak feltételezéseken és spekulációkon alapul, mivel a felkelést leszámítva minimális számú elsődleges forrás áll rendelkezésre Wat Tylerről. Azt feltételezik például, hogy egy szerelmi csalódás következtében Tyler beállt a Franciaországba készülő angol hadseregbe. Így Edward, a Fekete herceg oldalán részt vett a crécyi csatában, de kitüntette magát a poitiers-i ütközetben is. Hazatérve Broxleybe megnősült és ő lett a falu kovácsa.

### Az 1381-es felkelés
II. Richárd udvartartásának pazarlása, a sok háború nyomasztó adókkal sújtotta a népet. Ezekhez járult 1381-ben a fejadó behozatala, de hatottak a felkelőkre a kor forradalmi prédikációi is (John Ball, John Wycliffe). A lázadás legelőször is Essex grófságban tört ki május 30-án és rövid idő alatt óriási mértéket öltött. Először Maidstone-ban kiszabadították John Ballt, majd Canterbury után London felé nyomultak. Útközben feldúlták a várakat s legyilkolták családostul a nagyurakat s azok embereit. A fanatikus felkelők a Blackheath mezőn telepedtek le London kapui előtt, ahonnan követséget küldtek a királyhoz; követeléseik legfontosabbika a jobbágyok felszabadítása volt. A tizennégy éves II. Richárd ugyan elébük ment, de tanácsosaira hallgatva, feleúton visszafordult, amire válaszul a felbőszült sereg június 12-én Londonba nyomult és két napon át tűzzel-vassal pusztította a várost. A megmenekült király június 14-én kihirdetett proklamációjában fontos engedményeket ígért a parasztságnak, mire a felkelők legnagyobb része hazatért.

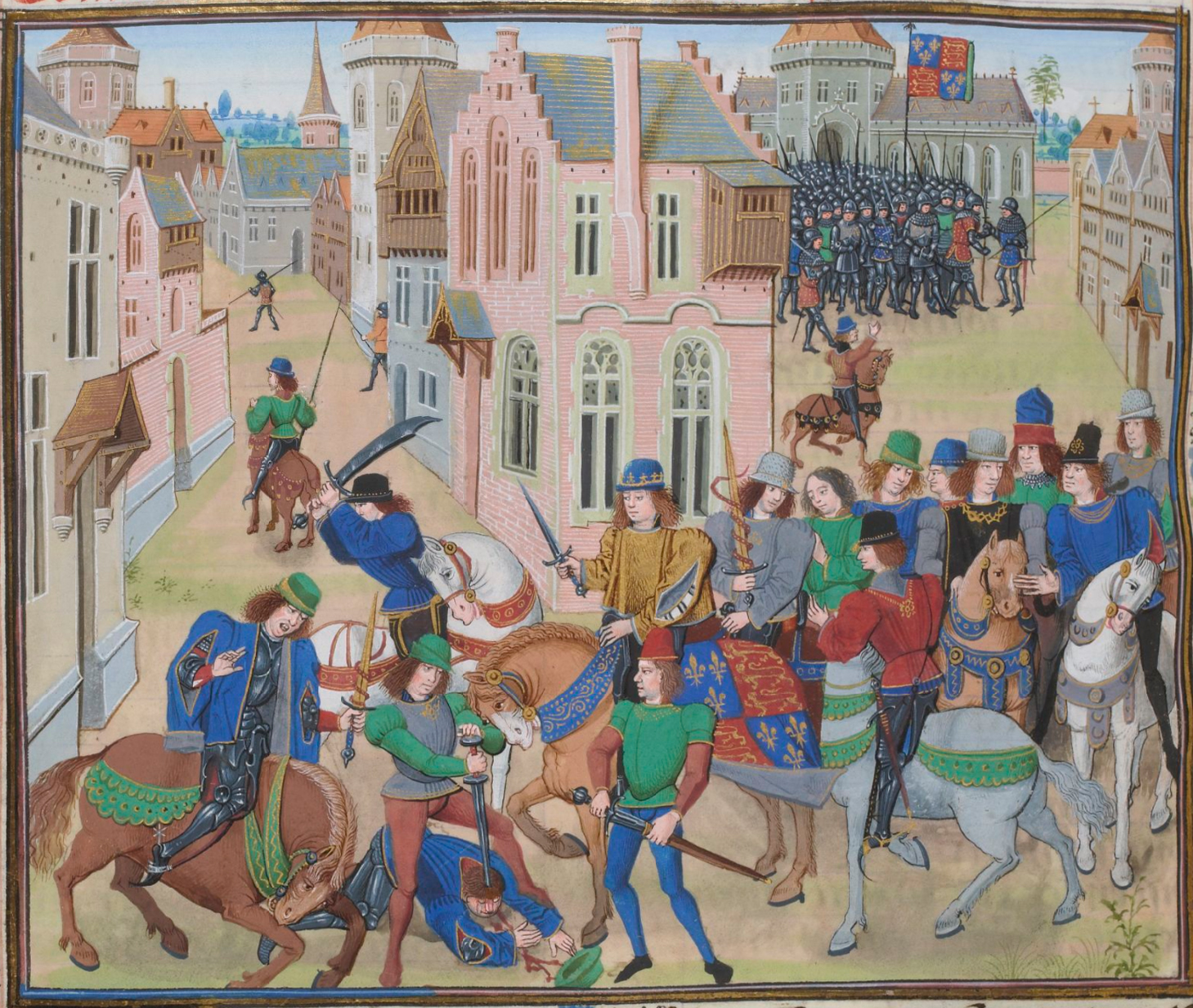
Wat Tyler halálának ábrázolása Jean Froissart krónikájában

### Halála
Maga Wat Tyler azonban nem bízott a király szavában és a kenti parasztok élén a Towert rohammal a hatalmába kerítette és a magas rangú foglyokat mind lemészároltatta. Amikor a király másnap a város felé közeledett, Smithfieldben a lázongók csapataira bukkant. Rövid ütközet fejlődött ki, mialatt Wat Tyler tőrével merészen a királynak rohant; William Walworth, London polgármestere és néhány lovag azonban leterítette. A vezér nélkül maradt felkelők erre elszéledtek. A király visszavonta ígéreteit, katonáival elfogatta, bíróság elé állíttatta és kivégeztette a felkelőket.

## Fordítás
- Ez a szócikk részben vagy egészben  a   Wat Tyler című angol Wikipédia-szócikk ezen változatának fordításán alapul.  Az eredeti cikk szerkesztőit annak laptörténete sorolja fel. Ez a jelzés csupán a megfogalmazás eredetét és a szerzői jogokat jelzi, nem szolgál a cikkben szereplő információk forrásmegjelöléseként.

## További irodalom
- Life and Adventures of Wat Tyler, the Brave and Good", London, Collins Publishing, 1851.